# Лекок, Шарль
Шарль Леко́к (фр. Charles Lecocq, 3 июня 1832, Париж — 24 октября 1918, там же) — французский композитор, автор ряда популярных оперетт, из которых наиболее известны «Дочь мадам Анго» и «Жирофле-Жирофля».

## Биография
Окончил Парижскую консерваторию (1854), ученик Ф. Э. Ж. Базена и Фроманталя Галеви; вслед за этим работал органистом, давал уроки игры на фортепиано. На конкурсе оперетт, устроенном Оффенбахом, разделил с Бизе первый приз, благодаря чему его оперетта «Доктор Миракль» (Le Docteur Miracle) была поставлена в оффенбаховском театре Буфф-Паризьен (1857).
Воодушевлённый успехом, Лекок решил посвятить себя музыкальному театру. Первое время повторить успех ему не удавалось: несколько написанных им оперетт не обратили на себя внимания публики.
Перемена к лучшему наметилась только в 1868 году: оперетта «Чайный цветок» (Fleur de thé) выдержала более ста представлений, следующая за ней «Сто дев» (Les cent vierges, 1872) также имела большой успех. Наконец, в том же 1872 году на сцене Брюсселя появилась главная оперетта Лекока: «Дочь мадам Анго» (La fille de Madame Angot). Только в Париже эта оперетта исполнялась более 400 вечеров подряд.
Некоторые из позднейших оперетт тоже имели успех. В частности, об оперетте «Майоран» («Маржолен»; La Marjolaine; 1877) музыковед и критик Анри Лавуа писал, что «никогда прежде Лекок не предлагал публике работу столь тщательно выстроенную и столь удачную мелодически».

## Творчество
Лекок написал свыше 50 опер и оперетт, из которых наибольшую известность получили:
- Доктор Миракль (Le Docteur Miracle, 1857)
- Чайный цветок (Fleur de thé, 1868)
- Сто дев (Les cent vierges, 1872; на русской сцене шла под названием «Зелёный остров»)
- Дочь мадам Анго (La fille de Madame Angot, 1872)
- Жирофле-Жирофля (Giroflé-Girofla, 1874)
- Les prés Saint-Gervais (1874)
- La petite Marife (1875)
- Маленький герцог (Le petit duc, 1878)
- La petite mademoiselle (1879)
- Le jour et la nuit (1881)
- Принцесса Канарская (La princesse des Canaries, 1883)
- Рука и сердце (Le cœur et la main, 1883)

В 1886 году Лекок написал оперу «Плутон», а в 1899 году — музыку для балета «Лебедь» (Le cygne), поставленного в театре Опера Комик. Он был также автором балета «Синяя Борода» (1898), оркестровых пьес, романсов, хоров.